# Чаннінг (Техас)
Чаннінг (англ. Channing) — місто (англ. city) в США, в окрузі Гартлі штату Техас. Населення — 281 особа (2020).

## Географія
Чаннінг розташований за координатами 35°40′55″ пн. ш. 102°19′56″ зх. д. / 35.68194° пн. ш. 102.33222° зх. д. (35.681901, -102.332244).  За даними Бюро перепису населення США в 2010 році місто мало площу 2,57 км², уся площа — суходіл.

## Демографія
Згідно з переписом 2010 року, у місті мешкали 363 особи в 138 домогосподарствах у складі 103 родин. Густота населення становила 141 особа/км².  Було 155 помешкань (60/км²).
Расовий склад населення:
| - 92,0 % — білих - 1,7 % — азіатів - 0,6 % — корінних американців - 4,4 % — осіб інших рас |

До двох чи більше рас належало 1,4 %. Частка іспаномовних становила 11,8 % від усіх жителів.
За віковим діапазоном населення розподілялося таким чином: 29,2 % — особи молодші 18 років, 57,0 % — особи у віці 18—64 років, 13,8 % — особи у віці 65 років та старші. Медіана віку мешканця становила 38,4 року. На 100 осіб жіночої статі у місті припадало 95,2 чоловіків;  на 100 жінок у віці від 18 років та старших — 91,8 чоловіків також старших 18 років.
Середній дохід на одне домашнє господарство  становив 36 152 долари США (медіана — 31 000), а середній дохід на одну сім'ю — 43 872 долари (медіана — 34 306). Медіана доходів становила 36 250 доларів для чоловіків та 25 938 доларів для жінок. За межею бідності перебувало 20,3 % осіб, у тому числі 41,4 % дітей у віці до 18 років та 10,4 % осіб у віці 65 років та старших.
Цивільне працевлаштоване населення становило 93 особи. Основні галузі зайнятості: освіта, охорона здоров'я та соціальна допомога — 49,5 %, будівництво — 19,4 %, мистецтво, розваги та відпочинок — 6,5 %, транспорт — 4,3 %.